# Baressa
Baressa (en sard, Baressa) és un municipi italià, dins de la província d'Oristany. L'any 2007 tenia 849 habitants. Es troba a la regió de Marmilla. Limita amb els municipis de Baradili, Gonnoscodina, Gonnosnò, Siddi (VS), Simala, Turri (VS) i Ussaramanna (VS).

## Administració
| Període | Identitat          | Partit        |
| ------- | ------------------ | ------------- |
| 2005-   | Piergiorgio Corona | Llista Cívica |